# レヒト諸語
レヒト諸語（レヒトしょご、ポーランド語: Języki lechickie）は、西スラヴ語群のうち北部、すなわちおよそポーランドに分布する諸言語である。レッヒ諸語、レキティック諸語ということもある。

## 分類
- ポーランド語

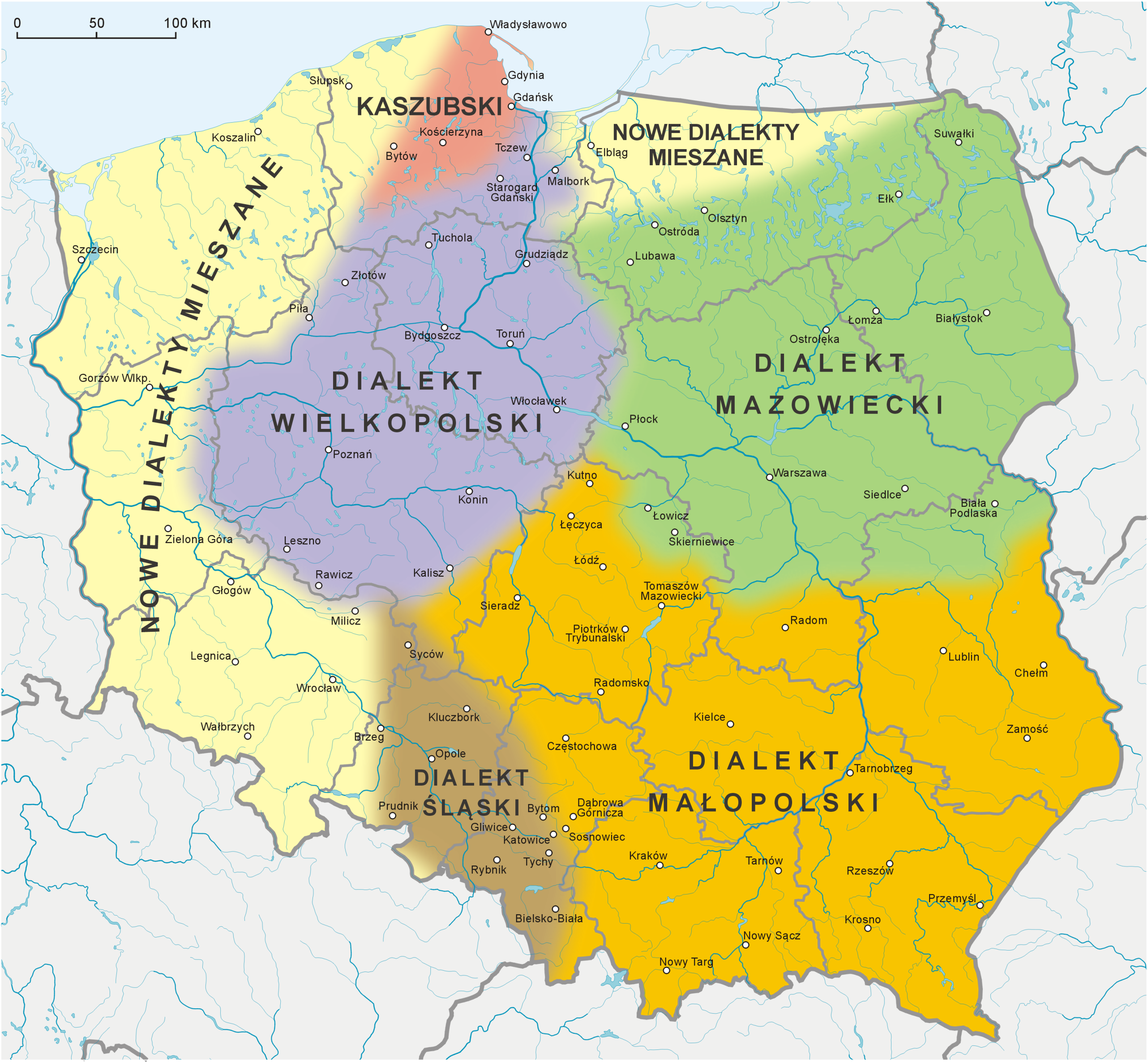
ポーランド語方言の分布
カシューブ語
ヴィエルコポルスカ方言
マズルク方言
シレジア語
マウォポルスカ方言
新混合方言（第二次世界大戦後に獲得した領土）

  - ヴィエルコポルスカ方言 (Dialekt wielkopolski)
  - マウォポルスカ方言 (Dialekt małopolski)
  - マズルク方言 (Dialekt mazowiecki)
  - シレジア語 (Etnolekt śląski、ポーランド語の方言とみなされることもある）
  - 新混合方言 (Nowe dialekty mieszane)
  - ポドハレ語 (Podhale subdialect)（グラル語）
- ポラーブ語 (Polabian language)（死語）
- ポメラニア諸語 (Pomeranian)
  - スロヴィンツ語 (Slovincian)　（死語）
  - カシューブ語 (Język kaszubski）

## 特徴
この諸語の言語に共通する特徴としては、以下のものがある。
- 鼻母音が残っている。
- スラヴ祖語の *ě、*e、*ę が、歯茎音の前で a、o、ą に変化した。
- 他のスラヴ諸語で起きた *g→h の変化が起こらなかった。
- スラヴ祖語の *dj、*gě、*gi が、dz、dze、dzy に変化した。

## レヒト人
レヒト人 （英語：Lechites　または Lekhites、 ポーランド語: Lechici)とは、西スラヴ民族に属する現代のポーランド人や史学のポメラニア人、ポラーブスラヴ人などレヒト諸語を話す民族の事。

## 名称

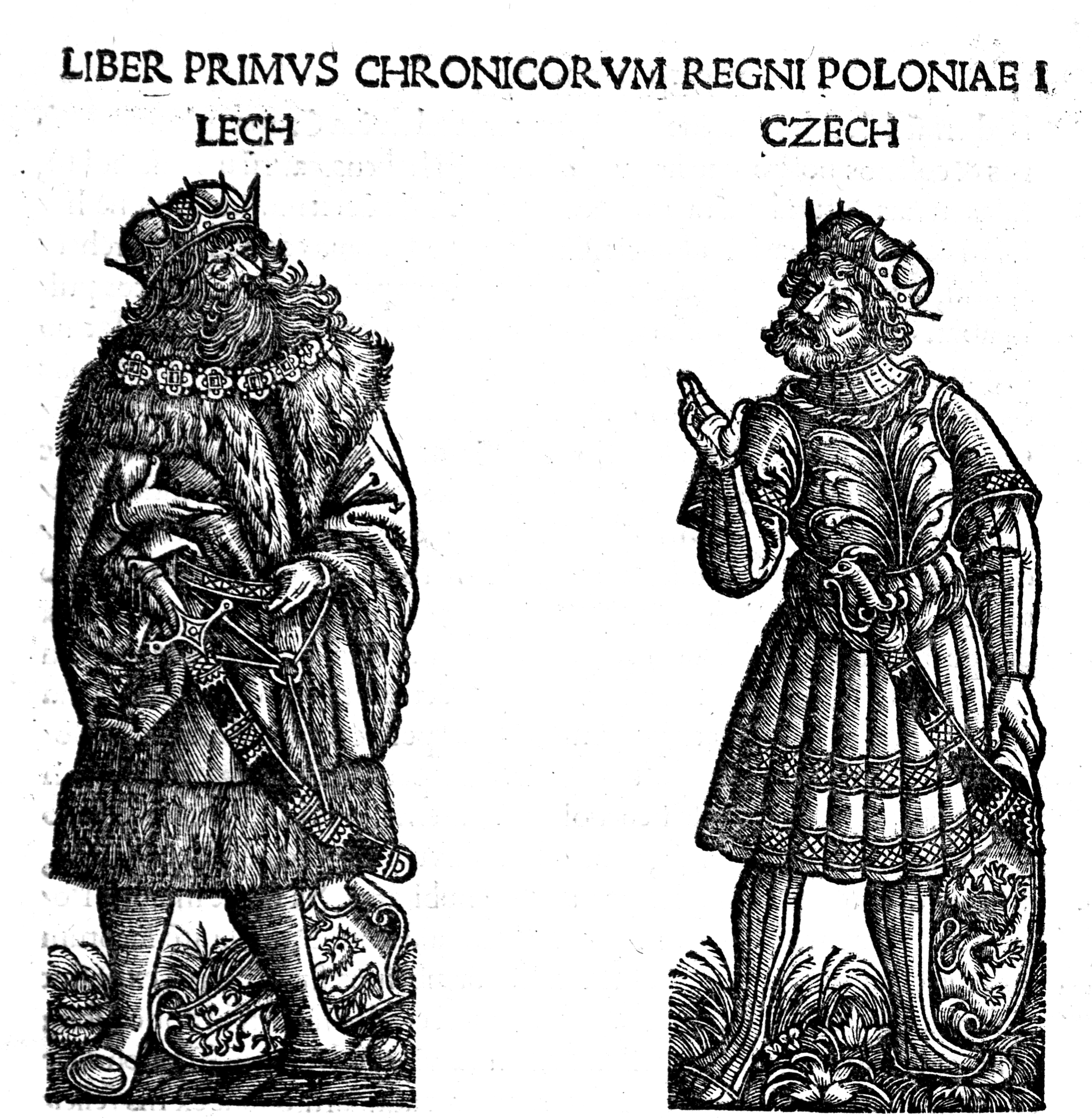
レフ人(左)、チェコ人（右）

「レヒト (Lecht) 」の名称は、ポーランドの西スラヴ人の祖先であるとされる「レフ (Lech) 」の名から来ている。
レフ (Lech) は、レヒト人部族とポーランド族の建国したピャスト朝メンバーにより良く好まれて命名される男の名前であった。